# Elyonova země
Elyonova země je série fantasy knih pro děti od Patricka Carmana.

## Díly série
- 1. kniha: Temné hory
- 2. kniha: Trnité údolí
- 3. kniha: Desáté město
- 4. kniha (prequel): Osamělé moře
- 5. kniha: Hvězdný poutník

## Příběh
Příběh popisuje cesty a dobrodružství Alexy Daley, dvanáctileté dívky, která hledá pravdu o Elyonově zemi. V prvních třech knihách (Temné hory, Trnité údolí, Desáté město) vítězí Alexa nad zlem, které se usídlilo v Elyonově zemi, Avšak ve Hvězdném poutníkovi zjišťuje, že hlavního představitele zla Abbadona neporazila, že pouze změnil podobu do mořského elektrického monstra.
Abbadon v této podobě útočí na Pět kamenných sloupů, kde žijí ztracené děti z Castalie. Alexa jej však porazí.
Poté objevuje oblohu v balónu, stejně jako její otec (Thomas Warwold) zemi a její strýc (Roland Warwold) moře.